# Aileu Vila (Stadtteil)
Aileu Vila (deutsch Aileu Stadt, indonesisch Aileu Kota) ist ein Stadtteil der osttimoresischen Stadt Aileu (Verwaltungsamt Aileu, Gemeinde Aileu).

## Geographie und Einrichtungen
Aileu Vila liegt im Norden der Aldeia Malere (Suco Seloi Malere). Es befindet sich nördlich des Stadtzentrums von Aileu, das zum Stadtteil Malere gehört. Der westlich gelegene Teil der Stadt gehört zur Aldeia Cotbauru, der dünner besiedelte Teil im Norden zur Aldeia Hularema und der Stadtteil Aissirimou, östlich eines kleinen Flusses, zum Suco Aissirimou. Nordöstlich befindet sich das Dorf Aituhularan.
In Aileu Vila befindet sich der Sitz des Sucos Seloi Malere.